# بریا هولمز
بریا هولمز (انگلیسی: Bria Holmes؛ زادهٔ ۱۹ آوریل ۱۹۹۴) بازیکن بسکتبال اهل ایالات متحده آمریکا است.
از باشگاه‌هایی که در آن بازی کرده‌است می‌توان به آتلانتا دریم اشاره کرد.